# Csillagközi szökevények
A Csillagközi szökevények (eredeti cím: Farscape), egy 1999-es, 4 évados - egyenként 22 részből álló -, ausztrál sci-fi sorozat. A teljes sorozatot 2004-ben egy egész estés film zárta le, aminek címe Csillagközi szökevények: Harc a békéért (Farscape: The Peacekeeper Wars).
Magyarországon 1999. szeptember 18-án mutatta be először a TV2.

## Történet
John Crichton űrhajós vagyok, egy elektromágneses hullám berántotta az űrrepülőgépemet egy féreglyukba. Az univerzum távoli részén vagyok, egy űrhajón... egy élő űrhajón... mely tele van különféle idegenekkel. Segítséget kérek, segítséget kérek! Hallja valaki, amit mondok? Egy őrült katonai parancsnok vadászik rám, aki sok mindent tud, amit én nem. Egyetlen vágyam, hogy hazajussak.
John egy félresikerült kísérlet során kerül az univerzum másik végébe, mert egy féreglyuk beszippantja. Egy űrcsatába csöppen, ahol Bialar Crais kapitány öccsének űrhajójába ütközik, ami egy űrsziklába csapódik és felrobban. Crais kapitány üldözi Johnt, mert minden vágya megbosszulni fivére halálát. Amint landol a Moya hangárjában, a kis sárga robotok egyike már ott is van, ám John eltöri az egyik csápját. Amikor betámolyog a vezérlőterembe, két furcsa kinézetű idegent pillant meg - Zhaant és D'Argót -, akik érthetetlen nyelven beszélnek. D'Argo elkábítja, és amikor magához tér, egy cellában találja magát egy békefenntartóval együtt (Aerynnel). Megszöknek, de később a békefenntartók elől menekülve visszakerülnek a Moyára. A többiekkel végül is bajtársi kapcsolatba kerülnek, de John a kalandok közben is elszántan keresi a hazafelé vezető utat.

## Szereplők
| Szerep                    | Színész        | Magyar hang                | Leírás |
| ------------------------- | -------------- | -------------------------- | --- |
| John Crichton             | Ben Browder    | Czvetkó Sándor (1. évad)   | űrhajós parancsnok, tudós, aki egy balul sikerült kísérlet során egy féreglyukon át egy másik univerzumba, vagy az univerzum túlfelére jutott, és azóta is keresi a hazavezető utat. Moyára érkezésekor fordító mikrobákat telepítettek belé, így képes kommunikálni a többiekkel. A sorozat folyamán kiderül, hogy apja, Jack Crichton szintén űrhajós, anyja 4 évvel ezelőtt halt meg rákban. Ő a középső gyermek a családban, egy nővére, Susan, és egy húga van, Olivia. |
| John Crichton             | Ben Browder    | Király Attila (2.-4. évad) | űrhajós parancsnok, tudós, aki egy balul sikerült kísérlet során egy féreglyukon át egy másik univerzumba, vagy az univerzum túlfelére jutott, és azóta is keresi a hazavezető utat. Moyára érkezésekor fordító mikrobákat telepítettek belé, így képes kommunikálni a többiekkel. A sorozat folyamán kiderül, hogy apja, Jack Crichton szintén űrhajós, anyja 4 évvel ezelőtt halt meg rákban. Ő a középső gyermek a családban, egy nővére, Susan, és egy húga van, Olivia. |
| Aeryn Sun                 | Claudia Black  | Radó Denise                | egykori békefenntartó pilóta és tisztviselő, Sun hadnagy. [Éjrin/Ájrin Szun. Érdekes, hogy az eredeti angol hang is így ejti ki - pl. Crais kapitány többször érthetően. Magyarul inkább nem erőlködtek, és így az első két részben Éjrn Szán, a többiben pedig inkább Ájrin Szun lett.] Külsőre embernek néz ki, de valójában Sebacean. Anyja, Xhalax Sun, egy békefenntartó pilóta, aki beleszeretett a nála jóval idősebb ellen-békefenntartó tisztbe, Talyn Lyczacba. A sorozat folyamán Aeryn jelleme fejlődik: a hideg, kíméletlen katonából John Crichtonnal való kapcsolata alatt együttérző, szerető feleség és anya lesz. Fiuk születik, akit D'Argo Sun Crichton-nak neveznek Ka D'Argo, a bajtársuk után, aki a scarranokkal vívott küzdelemben halt meg. |
| Pa'u Zotoh Zhaan          | Virginia Hey   | Farkasinszky Edit          | egy Delvian, kék bőrű humanoid papnő, egy anarchista, és mint más képzett Delvian, Zhaan is több empatikus és telepatikus képességgel bír. A Pa'u szócska valamiféle papnői státuszt jelöl, a Rhapsody in the blue részben Zhaan említi is: >>most már tízes szintű Pa'u vagyok...<< A sorozat kezdetekor kilences szintű papnő: képes arra, hogy csökkentse mások fájdalmat azáltal, hogy annak bizonyos hányadát magába szívja. Eléri a tízes szintet, ekkor már képes arra, hogy megvédjen másokat a pszichés támadásoktól, (a legmagasabb szint a tizenkettes) a Bone to Be Wild című epizódban pedig rövid ideig láthatatlanná tudja tenni magát. Ugyanabban az epizódban kiderül róla, hogy valójában nem gerinces (nincsenek csontjai sem), hanem növény. |
| Ka D'Argo                 | Anthony Simcoe | Orosz István               | Luxan harcos. Kezdetben mogorva és bizalmatlan, majd később megbarátkozik a helyzettel és a többiek kinevezik a Moya kapitányának. Fia Jothee D'Argo. Jothee félig Luxan, félig Sebacean. Anyja, Lolan, bátyja által halt meg, mert 'a vérvonal beszennyezése' halálos bűn. D'Argo-ról sok minden kiderül az Őrzik a titkaikat című epizódban. |
| XVI. Dominar Rygel király | Jonathan Hardy | Makay Sándor (1. évad)     | a Hyneriai Birodalom trónfosztott királya, önző, és mindent gyűjt, ami értéktelen. IMÁD enni, és a szobájában, vagyis a cellájában rengeteg olyan hely van, ahová az összegyűjtött értékeit, többek között rengeteg ételkockát rejt el. A falnál van egy kép róla, egy festmény, amit Zhaan segített neki elkészíteni. Ő volt az, aki rájött, hogyan lehet belülről feltörni a cellákat, amikor a Moyába zárták, miután a Zelbinionon, egy békefenntartó hajón megkínozták őt. Durka kapitány, megkínzója, később egy rész erejéig látható (Durka's return, Durka visszatér). Egy apró geg a sorozatban: ha ideges lesz, héliumot szellent. |
| XVI. Dominar Rygel király | Jonathan Hardy | Papp János (2. évad)       | a Hyneriai Birodalom trónfosztott királya, önző, és mindent gyűjt, ami értéktelen. IMÁD enni, és a szobájában, vagyis a cellájában rengeteg olyan hely van, ahová az összegyűjtött értékeit, többek között rengeteg ételkockát rejt el. A falnál van egy kép róla, egy festmény, amit Zhaan segített neki elkészíteni. Ő volt az, aki rájött, hogyan lehet belülről feltörni a cellákat, amikor a Moyába zárták, miután a Zelbinionon, egy békefenntartó hajón megkínozták őt. Durka kapitány, megkínzója, később egy rész erejéig látható (Durka's return, Durka visszatér). Egy apró geg a sorozatban: ha ideges lesz, héliumot szellent. |
| XVI. Dominar Rygel király | Jonathan Hardy | Várday Zoltán (3.-4. évad) | a Hyneriai Birodalom trónfosztott királya, önző, és mindent gyűjt, ami értéktelen. IMÁD enni, és a szobájában, vagyis a cellájában rengeteg olyan hely van, ahová az összegyűjtött értékeit, többek között rengeteg ételkockát rejt el. A falnál van egy kép róla, egy festmény, amit Zhaan segített neki elkészíteni. Ő volt az, aki rájött, hogyan lehet belülről feltörni a cellákat, amikor a Moyába zárták, miután a Zelbinionon, egy békefenntartó hajón megkínozták őt. Durka kapitány, megkínzója, később egy rész erejéig látható (Durka's return, Durka visszatér). Egy apró geg a sorozatban: ha ideges lesz, héliumot szellent. |
| Bialar Crais kapitány     | Lani John Tupu | Kőszegi Ákos (1. évad)     | |
| Bialar Crais kapitány     | Lani John Tupu | Incze József (2. évad)     | |
| Bialar Crais kapitány     | Lani John Tupu | Jakab Csaba (3.-4. évad)   | |
| Pilóta hangja             | Lani John Tupu | Csuja Imre (1.-2. évad)    | A Moya egy Leviathán, biomechanikus teherszállító hajó (magyarul: élő hajó) A They've got a secret (Őrzik a titkukat) c. részben látható, hogy mindent elkövet magzata védelmezéséért, még az utasok feláldozása árán is. Pilóta egy olyan lény, amely számára csak így valósulhat meg az űrutazás, Leviathánok 'szolgálatába állítva', ahogy azt a DNA mad scientist, (az Őrült tudós) c. részben is említi. Fajtája hihetetlen regenerálódó képességgel rendelkezik, például (ugyanebben a részben) képes volt visszanöveszteni egyik levágott karját. A Leviathánnal szimbiózisban él, érzi annak érzéseit és ismeri a gondolatait. A többiek a pilótán keresztül kommunikálnak a Leviathánnal. A Leviathán érző és gondolkodó lény, tud félni és aggódni. Az utasai épségét igyekszik megóvni. Szükség esetén, nagy energiafelhasználással képes egy speciális ugrás, „csillagkitörés” végrehajtására, amikor hirtelen nagy térbeli távolságot tesz meg. A célpont ilyenkor kissé bizonytalan, illetve a visszaút a kiindulási pontra szinte lehetetlen. Általában hirtelen életveszély esetén, ritkán alkalmazzák. |
| Pilóta hangja             | Lani John Tupu | ? (3.-4. évad)             | A Moya egy Leviathán, biomechanikus teherszállító hajó (magyarul: élő hajó) A They've got a secret (Őrzik a titkukat) c. részben látható, hogy mindent elkövet magzata védelmezéséért, még az utasok feláldozása árán is. Pilóta egy olyan lény, amely számára csak így valósulhat meg az űrutazás, Leviathánok 'szolgálatába állítva', ahogy azt a DNA mad scientist, (az Őrült tudós) c. részben is említi. Fajtája hihetetlen regenerálódó képességgel rendelkezik, például (ugyanebben a részben) képes volt visszanöveszteni egyik levágott karját. A Leviathánnal szimbiózisban él, érzi annak érzéseit és ismeri a gondolatait. A többiek a pilótán keresztül kommunikálnak a Leviathánnal. A Leviathán érző és gondolkodó lény, tud félni és aggódni. Az utasai épségét igyekszik megóvni. Szükség esetén, nagy energiafelhasználással képes egy speciális ugrás, „csillagkitörés” végrehajtására, amikor hirtelen nagy térbeli távolságot tesz meg. A célpont ilyenkor kissé bizonytalan, illetve a visszaút a kiindulási pontra szinte lehetetlen. Általában hirtelen életveszély esetén, ritkán alkalmazzák. |
| Chiana                    | Gigi Edgley    | Urbán Andrea (1. évad)     | Elsőként a Durka's return című epizódban láthatjuk, amint megbilincselve hozzák a Moyára, majd egy cellába zárják. A Moya "elütött" egy kis hajót, aminek így le kellett szállnia, és a fedélzetén lévő rabot, Chianát nem hagyhatták őrizetlenül útitársai, egy nebari-i és az agymosott Durka kapitány, Rygel kínzója. Chiana első látásra zavart, őrült, köz- és önveszélyes benyomást kelt, de később értelmesnek és hasznosnak bizonyul. |
| Chiana                    | Gigi Edgley    | Mics Ildikó (2.-4. évad)   | Elsőként a Durka's return című epizódban láthatjuk, amint megbilincselve hozzák a Moyára, majd egy cellába zárják. A Moya "elütött" egy kis hajót, aminek így le kellett szállnia, és a fedélzetén lévő rabot, Chianát nem hagyhatták őrizetlenül útitársai, egy nebari-i és az agymosott Durka kapitány, Rygel kínzója. Chiana első látásra zavart, őrült, köz- és önveszélyes benyomást kelt, de később értelmesnek és hasznosnak bizonyul. |

A Moya eredetileg egy békefenntartók szolgálatába állított rabtranszport volt, amíg Chrichton és társai le nem szerelték róla a békefenntartó eszközöket, és az engedelmesség nyakörvét (ezzel állították a békefenntartók szolgálatukba a Moyát). Amikor a Moya teherbe esik, egy különös békefenntartó protokoll miatt, a fedélzetén lévők komoly veszélybe kerültek, ám végül meggyőzték a leviathánt, hogy nem ártanak a magzatnak. A The hidden memory (A rejtett emlék) részben a Moya megszüli kicsinyét, ám az meglehetősen furcsa: teli van békefenntartó fegyverekkel. Leviathán hajón azelőtt még sohasem volt fegyver, ez a békefenntartó-fogamzásgátló eszköz eltávolításának "mellékhatása", hogy a kicsi - egyébként fiú - hajó félig békefenntartó, félig leviathán. A kis hajó barátja lesz Aeryn, ő az, akiben megbízik.
A fedélzeten mindenki szökevény; John a kapitány elől menekül, Aeryn, mivel kapcsolatba került Chrichtonnal, súlyosan „fertőzött”-nek számít a békefenntartók szemében, akit meg kell ölni, Zhaan anarchistának számít, még a sajátjai között is, ahogy ő fogalmaz, hát bebörtönözték, D'Argo senkinek sem mondja el a bűnét, helyette azt állítja, megölte a felettesét, és így került börtönbe, (bár valószínű, hogy Lolan halála miatt került börtönbe, ugyanis D'Argót Lolan valódi gyilkosa, Lolan bátyja, Machton - ?? "Máhton"-nak ejtik - zárta be) Rygelt pedig a kuzinja letaszította a trónról, és a veszély kiiktatása végett börtönbe záratta, Chiana pedig egy tolvaj szélhámos, amit a népe nem tűrhet.

## A film készítése
A Jim Henson Company készítette az idegen kinézetű lények maszkját, továbbá a két állandó szereplő, a Pilóta és Rygel animatronikus bábuját, ezeket a cégen belül a Creature Shop hozta létre.
A sorozatot eredetileg öt évadosra tervezték, de a negyedik évad végével váratlanul befejezték, mert a Vivendi Universal megvonta a készítőktől a pénzügyi hozzáférést. A rajongók tömegei email-ekkel bombázták a tévécsatornát, és a leállítás hírét a hírcsatornák is felkapták. Végül európai pénzügyi befektetőket bevonva 2004-ben Brian Henson, a sorozat társproducere még lehetőséget tudott teremteni egy háromórás minisorozat elkészítésére (ennek „A békefenntartók háborúja” nevet adták), mert a negyedik évad végén a történetben túl sok szál „a levegőben lógott”.